# Barbus viktorianus
The Victoria Barb (Barbus viktorianus) là một loài cá vây tia trong họ Cyprinidae.
Nó chỉ được tìm thấy ở Kenya.
Môi trường sống tự nhiên của nó là các con sông. Tình trạng bảo tồn của nó hiện chưa đủ thông tin.